# Sergej Beloesov
Sergej Beloesov (Almaty, 5 augustus 1976) is een Kazachs voormalig beroepswielrenner. Hij werd in 1998 Kazachs kampioen op de weg.

## Belangrijkste overwinningen
1996
- Eindklassement Ronde van Azerbeidzjan

1998
- Kazachs kampioen op de weg, Elite

1999
- 9e etappe Rapport Toer